# Ambrosio Echebarria Arroita
Ambrosio Echebarría Arroita (Ceberio, Vizcaya, 1 de abril de 1922 - Bilbao, 6 de diciembre de 2010)

## Biografía
Echebarría estudió filosofía y Teología en el Seminario de Vitoria y fue en esa ciudad cuando se ordenó sacerdote el 29 de junio de 1947. En 1959, se licenció en Derecho Canónico en la Universidad de Comillas, Lengua Inglesa en la Universidad de Granada y Teología en la Universidad La Cartuja de Granada. De 1955 a 1957 fue profesor en el Seminario de Vitoria. Paralelamente a sus estudios fue capellán castrense en Vitoria y Tetuán. De 1961 a 1974, dedicaría su labor pastoral en exclusividad al ejército.
El 2 de noviembre de 1974 fue nombrado obispo de Barbastro. Tras su jubilación, ocupó el cargo de Obispo Emérito de Barbastro.